# Travis Browne
Travis Kuualiialoha Browne, född 17 juli 1982 i Honolulu, är en amerikansk MMA-utövare som sedan 2010 tävlar i organisationen Ultimate Fighting Championship.